# Владислав Гомулка
Влади́слав Гому́лка (пол. Władysław Gomułka; 6 лютого 1905, Бялобжегі [поблизу м. Кросно, Польща] — 1 вересня 1982, Варшава) — польський партійний і державний діяч, генеральний секретар ЦК Польської робітничої партії у 1943–1948, Польської об'єднаної робітничої партії (ПОРП) в 1956–1970.

## Біографія
Народився 6 лютого 1905 поблизу Кросно. Отримавши початкову освіту, почав працювати механіком. Був організатором комуністичних робочих груп і профспілок. У 1932 був заарештований і засуджений до чотирьох років тюремного ув'язнення, у 1934 звільнений через хворобу. У 1934–1935 навчався у Ленінській школі у Москві. Зумів уникнути репресій після звинувачення керівництва польської компартії у троцькізмі. Коли німецькі війська увійшли до Варшави, перебрався до Львова, де пізніше став учасником руху Опору.

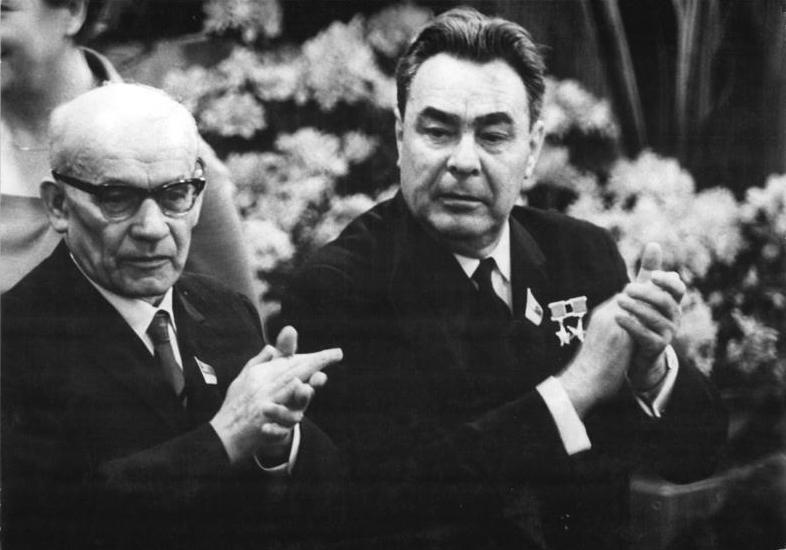
Гомулка і Брежнєв

Після звільнення Польщі Гомулка повернувся до Варшави з т. зв. Люблінським урядом як заступник прем'єр-міністра. Став генеральним секретарем Польської об'єднаної робочої партії (ПОРП). Гомулку називали «маленьким Сталіним» за його старанність у насадженні радянських порядків. З початком «холодної війни» і після конфлікту з Тіто у 1948 Гомулка, що відстоював ідею «польського шляху до соціалізму», опинився у складному становищі. 1948 року він визнав свої помилки, але став жертвою «ротації кадрів» після чергової зміни партійного курсу. Був виключений з партії, а у серпні 1951 за критику сталінізму був ув'язнений до 1954.
Друге сходження Гомулки до влади почалося після смерті Сталіна. У 1954 він був звільнений з в'язниці, а 21 жовтня 1956 на VIII з'їзді ЦК ПОРП був відновлений на посаді першого секретаря ПОРП.
У 1959 та 1961 стосовно Гомулки були здійснені два замахи на життя польським терористом Станіславом Яросом.
Наприкінці 60-х — початку 70-х років був організатором так званої антисемітської кампанії у Польській Народній Республіці, відомої як Польська політична криза 1968. Антисемітська кампанія у Лодзі почалася з виступу Гомулки 19 червня 1967, де він заявив, що у Польщі існує «імперіалістично-сіоністська п'ята колона». Антисемітські виступи польських діячів комуністичної партії привели до того, що тисячі громадян єврейського походження були звільнені і змушені емігрувати.. Було розгорнуто грандіозну ідеологічну кампанію за зразком сталінського часу, проте без людських жертв.

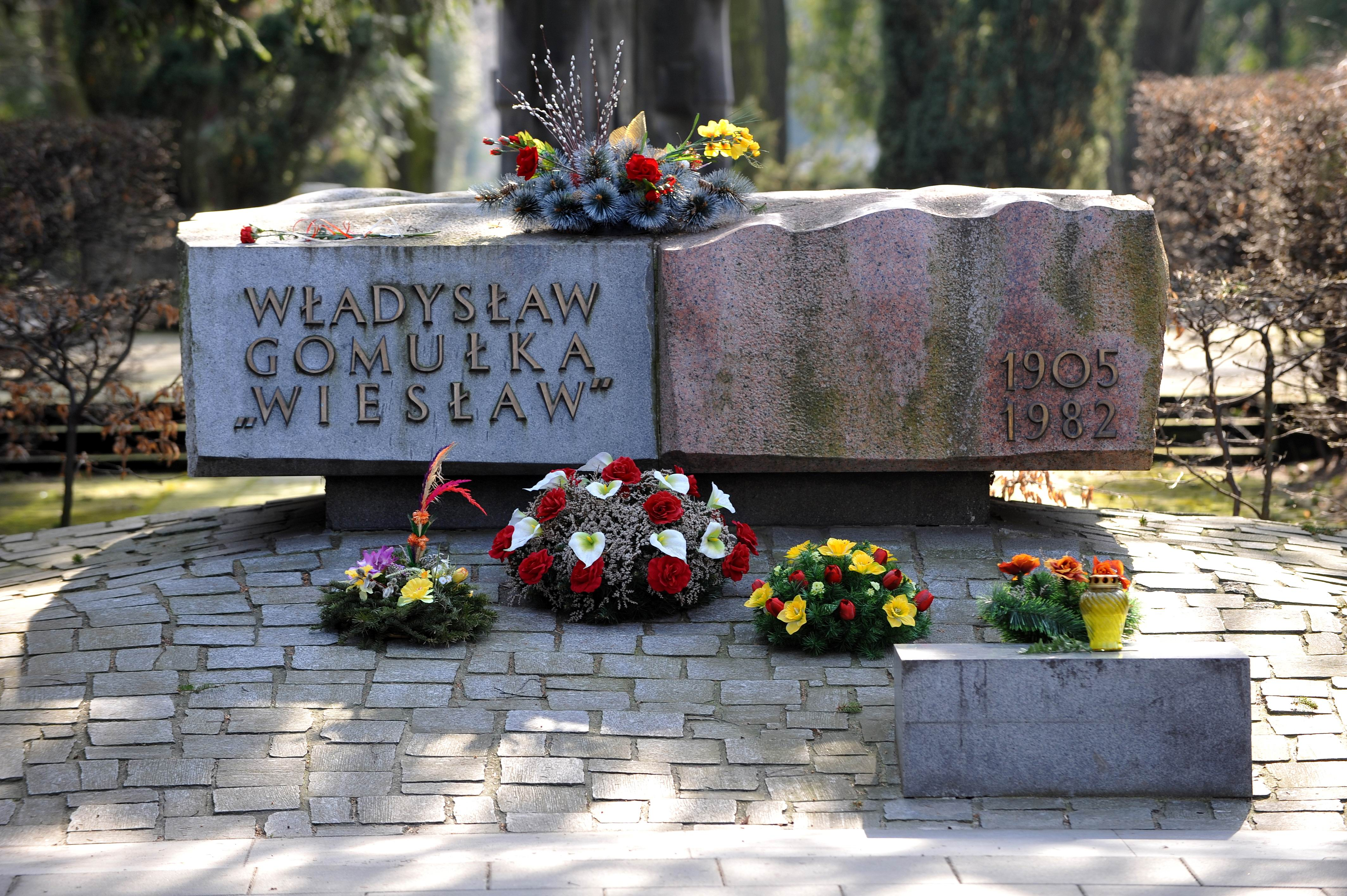
Місце поховання, кладовище Військові Повонзки, Варшава

У грудні 1970 за ініціативи Гомулки було підписано договір з ФРН про визнання західних кордонів Польщі по Одеру-Найсе, після чого було відкрито шлях щодо переговорів про економічну допомогу Польщі з боку ФРН. Наприкінці 1970, намагаючись вирішити економічні проблеми, уряд оголосив про підвищення цін на продовольчі товари та енергоресурси. Почалися заворушення, в результаті яких 20 грудня 1970 Гомулку змістив з посади пленум ЦК ПОРП. На посаду генерального секретаря замість нього було обрано Едварда Герека. Проте до 1972 Гомулка ще залишався депутатом Сейму.
Гомулка був ідеологом «польського шляху до соціалізму», що передбачав перегляд аграрної політики, нормалізацію відносин із католицькою церквою, розвиток робітничого самоврядування. Ліквідував більшу частину колективних господарств на селі, припинив переслідування римо-католицької церкви, пом'якшив цензуру. Почалися заворушення, в результаті яких Гомулка змушений був піти у відставку.
Помер Владислав Гомулка у Варшаві 1 вересня 1982.